# Emil Johansson
Emil Johansson est un footballeur suédois, né le 11 août 1986 à Karlskoga en Suède. Il évolue comme arrière gauche.

## Biographie
Emil Johansson a effectué sa première sa première apparition avec la Suède le 23 janvier 2010 en étant titularisé contre la Syrie lors d'un match amical qui se termine sur un résultat nul (1-1).

## Palmarès
Hammarby IF
- Vainqueur de la Coupe Intertoto (1) : 2007